# Торелаани
Торелаани (груз. თორელაანი) — село в Грузии, на территории Душетского муниципалитета края (мхаре) Мцхета-Мтианети.

## География
Село находится в северо-восточной части Грузии, на левом берегу реки Чёрная Арагви, на расстоянии приблизительно 36 километров (по прямой) к северо-северо-востоку от города Душети, административного центра муниципалитета. Абсолютная высота — 1252 метра над уровнем моря.

## Население
По результатам официальной переписи населения 2014 года в Торелаани проживало 16 человек (7 мужчин и 9 женщин). В национальной структуре населения грузины составляли 100 %.
| Год  | Население, человек |
| ---- | ------------------ |
| 2002 | 47                 |
| 2014 | ↘ 16               |